# Oswald (ealdorman du Sussex)
Pour les articles homonymes, voir Oswald.
Oswald est un ealdorman des Saxons du Sud actif à la fin du VIIIe siècle.

## Biographie
La seule trace de l'existence d'Oswald est une charte émise par le roi Offa de Mercie en 772, l'année qui suit sa victoire sur le peuple des Hæstingas qui occupe le Sussex de l'Est. Elle concerne une donation de terres à Bexhill à l'évêque de Selsey Oswald (en). Au lieu de confirmer une charte émise par un roi des Saxons du Sud, comme il l'a fait auparavant, Offa effectue lui-même cette donation, ce qui suggère qu'il considère à cette date le Sussex comme partie intégrante de son royaume et non comme une entité politique distincte. Cette charte est attestée par quatre individus portant le titre de dux (ealdorman) : Oswald, Osmund, Ælfwald et Oslac. Il s'agit vraisemblablement d'anciens rois du Sussex ayant accepté de se soumettre à Offa pour continuer à exercer une forme de pouvoir. Oswald apparaît en première position, ce qui suggère qu'il est le plus important des duces, mais il est le seul des quatre pour lequel ne subsiste aucun document lui donnant le titre de roi.